# Вайт-Рівер (Монтсеррат)

Мапа Монтсеррату з річками острова

Вайт Рівер (англ. White River) — річка на острові Монтсеррат (Британські заморські території). Витік розташований на висоті близько 700 метрів над рівнем моря на горі Кастл Пік (Castle Peak). Впадає до Карибського моря.

## Особливості
Унаслідок кількох вивержень вулкану на горі Суфрієр-Гіллз у 1997 році, все річище було наповнене магмою, а поселення на берегах річки та всі комунікації були знищені. Однак завдяки постійному притокові води з підземних джерел та дощів у верхів'ях річки — водний потік пробив собі нові шляхи, аби влитися до моря.
Протікає через поселення (уже зникле): Морріс (Morris) і тече в південній частині острова, а саме територією парохії Сент-Антоні.
Гірська річка, яка починається в горах і стрімко стікає до узбережжя. Течія річки бурхлива, яка вибиває в рельєфі численні перекати та водоспади й глибоку ущелину.